# Гонсалес, Леонардо
Леона́рдо Гонса́лес А́рсе (исп. Leonardo González Arce; род. 21 ноября 1980[…], Сан-Хосе) — коста-риканский футболист, защитник.

## Клубная карьера
В 2000 году Леонардо Гонсалес начал свою профессиональную карьеру в команде «Эредиано», за которую выступал в течение 8 сезонов. В 2009 году некоторое время защитник находился в клубе «Мунисипаль Либерия», после чего он уехал в США, где подписал контракт с коллективом MLS «Сиэтл Саундерс», за который Гонсалес продолжает выступать.

## Международная карьера
За сборную Коста-Рики Леонардо Гонсалес дебютировал в 2002 году. В её составе он принимал участие на чемпионате мира 2006. В Германии защитник участвовал во всех трех матчах с участием Коста-Рики.
Всего за «тикос» Гонсалес провел 61 игру и забил 1 гол. Единственный раз распечатать ворота соперника в сборной ему удалось в 2007 году в поединке против Сальвадора на победном для Коста-Рики Кубке наций Центральной Америки.

## Достижения
Международные
- Обладатель Кубка наций Центральной Америки: 2007

Национальные
- Чемпион Коста-Рики: 2009 (Верано)
- Обладатель Открытого кубка США (3): 2009, 2010, 2011